# Treguaco
Treguaco ist eine Gemeinde in der Provinz Itata in der Región de Ñuble in Chile. Bei der Volkszählung im Jahr 2017 hatte sie 5401 Einwohner. Die Gemeinde erstreckt sich über eine Fläche von 313,1 km².

## Geschichte
Bereits in vorkolonialer Zeit war das Gebiet des heutigen Treguaco von indigenen Gemeinschaften besiedelt. Einer Überlieferung zufolge versuchte im 14. oder 15. Jahrhundert der Inka-Feldherr Túpac Yupanqui, seinen Einflussbereich bis zum Fluss Itata auszuweiten. Die lokalen Anführer von Treguaco leisteten jedoch erfolgreichen Widerstand gegen die Truppen des Inka-Reiches und nahmen deren obersten Befehlshaber gefangen. Dieses militärische Scheitern führte dazu, dass die Inka auf eine weitere Expansion in diese Region verzichteten. Der Legende nach wurde der Leichnam Tupac Yupanquis in den Sümpfen von Puralihue bestattet.
Im Jahr 1536 entsandte die Expedition von Diego de Almagro den Konquistador Gómez de Alvarado mit dem Ziel, eine Route zur Magellanstraße zu finden. Als seine Truppen jedoch in die Ebene nahe der Mündung des Chillán-Flusses in den Itata vorstießen, kam es dort zur ersten bewaffneten Auseinandersetzung zwischen den indigenen Bewohnern von Treguaco und den Spaniern. Der Widerstand der Einheimischen stoppte die südliche Ausbreitung der Almagro-Expedition.
Eine unbestätigte Theorie besagt, dass der berühmte Mapuche-Anführer Lautaro in Treguaco geboren wurde. Angeblich soll Pedro de Valdivia während eines Aufenthalts in der Region vom örtlichen Häuptling Llanquileo dessen Sohn – den späteren Lautaro – übergeben bekommen haben. In der Kolonialzeit war das Gebiet unter dem Namen „Cerro de Indio“ bekannt, möglicherweise in Anlehnung an den Ursprung jenes Kriegers, der später den spanischen Eroberer tötete.
Spätestens ab 1854 lassen sich erste urbane Strukturen in der Region nachweisen. Damals begann sich aus einer einfachen Fischersiedlung das Dorf Vegas de Itata zu entwickeln. Aufgrund des wachsenden landwirtschaftlichen Interesses verlagerte sich die Siedlung schrittweise westwärts. Gegen Ende des 19. Jahrhunderts erlebte die Region einen wirtschaftlichen Aufschwung, insbesondere durch den Getreideanbau, dessen Erträge aus dem damaligen Departamento Coelemu über den Hafen von Tomé exportiert wurden.
Die Gemeinde Treguaco wurde am 30. Januar 1973 gegründet.

## Bevölkerung
Laut der Volkszählung des Nationalen Statistikinstituts von 2002 hatte Treguaco 5296 Einwohner; davon lebten 1245 (23,5 %) in städtischen Gebieten und 4051 (76,5 %) auf dem Land. Zu dieser Zeit lebten in der Gemeinde 2788 Männer und 2508 Frauen. Die Bevölkerung der Gemeinde sank zwischen den Volkszählungen von 1992 und 2002 um 6 % (341 Personen) (0,6 % jährlicher Verlust). Im Jahr 2017 zählte man 5401 Personen.

## Orte
In der Gemeinde Treguaco befinden sich folgende Orte:
- Trehuaco (Hauptort)
- Hernán Brañas
- Maitenco
- Denecán
- Mela
- El Aromo
- Torreón
- Puralihue
- Los Rarines
- Bajo Los Mardones
- Goropeumo
- Rapu
- Laguilagui